# Dorcasomus pinehyi
Dorcasomus pinehyi là một loài bọ cánh cứng trong họ Cerambycidae.